# Čelesta
Čelesta je glasbilo, ki spada v skupino instrumentov s tipkami, v akustičnem smislu pa v skupino metalofonov. Na zunaj je podobna pianinu, namesto strun pa za generiranje zvoka vsebuje kovinske ploščice.
Instrument je leta 1886 v Parizu skonstruiral Auguste Mustel, prvič ga je v umetni glasbi uporabil P. I. Čajkovski leta 1891 v baletni suiti Hrestač (Danse de la Fée Dragée). Tipkovnica je s svojim mehanizmom podobna klavirski, le da s poenostavljenim delovanjem, pri čemer kladivca udarjajo na kovinske ploščice. Vsaki ploščici kot resonator pripomore majhna lesena škatlica, ki ojači ton. Čelesta ima eno pedalo, pritisk nanj pa iz ploščic dvigne dušilce in s tem toni zvenijo dlje, sicer so hitro dušeni. S tem mehanizmom je omogočeno igranje dolgih ali kratkih not. Večino čelest ima obseg med c in c4, dolgo časa pa so bile notirane oktavo nižje (zapisani ton je zvenel oktavo višje).
Čelesta je bila dolgo uporabljana le v sklopu simfoničnega orkestra. Nekaj pomembejših skladb, ker je part tega instrumenta prepoznaven, oz. ima solistični karakter:
- Čajkovski: baletna suita Hrestač
- Prokofjev: baletni suiti Romeo in Julija
- George Gershwin: Amerikanec v Parizu
- Béla Bartók: Glasba za godala, tolkala in čelesto
- John Williams: Hedwigina tema iz filmov o Harryju Potterju

Instrument uporabljajo glasbeniki sodobnih skupin jazzovske popularne glasbe:
- Björk, v albumih Vespertine (2001) in v filmski glasbi Drawing Restraint 9 (2005)
- Grateful Dead
- Thelonious Monk
- The Velvet Underground